# Джордж Енгел
Джордж Енгел (на английски: George Engel; 15 април 1836 г. в Касел – 11 ноември 1887 г. в Чикаго) е германски анархист и един от осемте обвиняеми в аферата Хеймаркет.

## Биография
Джордж Енгел живее в приемно семейство за кратко време, тъй като родителите му са починали млади. На 14-годишна възраст чиракува като обущар, а по-късно работи като бояджия. През 1868 г. се жени. През 1872 г. напуска Германия и заминава за Филаделфия в САЩ, където първо работи в захарна фабрика. През 1874 г. той се премества в Чикаго и отваря там магазин за играчки.
Именно в Чикаго той прави първото си запознанство със социализма. Той отива на среща на Международната асоциация на работещите мъже (IWA) и става член. Играе ключова роля в основаването на Северноамериканската социалистическа работническа партия.
На 1 май 1886 г. в Хеймаркет, Чикаго, се провежда среща за въвеждането на осемчасов работен ден. По това време броят на стачкуващите работници за осемчасов работен ден в САЩ се оценява на 300 000 до половин милион души. Стачката е организирана от IWA, а редакторът на анархисткото списание „Арбайтерцайтунг“, Оугъст Спайс, действа като говорител. Тази стачка е последвана от други демонстрации. На 4 май 1886 г. около 3000 души присъстват на събрание в Хеймаркет. Лектори са Албърт Парсънс, Самюел Филдън и Август Спайс. Водени от Джон Бонфийлд, 180 полицаи се нареждат в нишка, а Бонфийлд призовава протестиращите да се „разпръснат незабавно и мирно“. Неизвестно лице хвърля бомба по чакащите полицаи, убивайки осем души и ранявайки около 67. Точният брой на убитите и ранените никога не може да бъде определен точно. Авторът Стивън Кинзър пише в Ню Йорк Таймс на 15 септември 2004 г., че седем полицаи са били убити.
Осем мъже, които са помогнали за организирането на стачката, са арестувани, тъй като е известно, че са анархисти: Август Спайс, Албърт Парсънс, Джордж Енгел, Адолф Фишер, Луис Линг, Оскар Нийбе, Михаел Шваб и Самюел Фийлдън. Няма доказателства, че тези мъже са свързани с атентата. Властите решават да свържат арестуваните с атентата като заговорници. Енгел е признат за виновен, както и Спайс и Фишер, и осъден на смърт. Енгел пише в писмо до губернатора Ричард Огълсби, че губернаторът не трябва да проявява снизхождение – той е невинен. Той може да бъде убит, но не и наказан. Отсъствието на Джордж Енгел по време на бомбардировката е доказателство за съдебните заседатели и прокурорът Джулиус С. Гринел казва, че „анархията е била подложена на контрол“.
Джордж Енгел е женен и баща на две деца.

### Книги
- Timothy Messer-Kruse, James O. Eckert, Pannee Burckel, Jeffery Dunn: The Haymarket Bomb. Reassessing the Evidence. In: Labor: Studies in Working-Class History of the Americas Summer. 2005 2(2), DOI:10.1215/15476715-2-2-39, S. 39 – 52.
- Phillip Sheldon Foner: The First May Day and the Haymarket Affair. In: May Day. A Short History of the International Workers’ Holiday, 1886 – 1986. International Publishers, New York 1986, ISBN 0-7178-0624-3, S. 27 – 39.
- Gabriel Kuhn: Neuer Anarchismus in den USA. Unrast Verlag, Münster 2008, ISBN 978-3-89771-474-8, S. 14 f.
- The Accused the Accusers: The Famous Speeches of the Chicago Anarchists in Court: On October 7th, 8th, and 9th, 1886, Chicago, Illinois. Chicago: Socialistic Publishing Society, n. d. [1886].

### Вестници
- Stephen Kinzer: Chicago: An Ambiguous Memorial to the Haymarket Attack. In: The New York Times. 15. September 2004.